# Непос
Непос (рум. Nepos) — село у повіті Бистриця-Несеуд в Румунії. Входить до складу комуни Фелдру.
Село розташоване на відстані 338 км на північ від Бухареста, 16 км на північ від Бистриці, 89 км на північний схід від Клуж-Напоки.

## Населення
За даними перепису населення 2002 року у селі проживали 1598 осіб, з них 1596 осіб (99,9%) румунів. Усі жителі села рідною мовою назвали румунську.